# 桶川町
桶川町（おけがわちょう）は、山口県周南市の地名。2010年8月31日現在の人口は238人。郵便番号は746-0013（徳山郵便局管区）。

## 地理
周南市中南部、新南陽駅の北東側に300m程度離れた市街地である。西と北で政所、東で川崎・川手、南で古川町、南西の一点で清水と接する。 

## 歴史
旧・新南陽市にあたる。2003年（平成15年）に周南市の一部となる。

## 教育機関
- 周南市立富田東小学校
- 周南市立富田東幼稚園

## 施設
- 富田東児童館
- 周南酸素社宅